# Красная книга Омской области
Красная книга Омской области — аннотированный список редких и находящихся под угрозой исчезновения животных, растений и грибов Омской области. Она была подготовлена коллективом учёных Омского государственного педагогического университета при поддержке правительства Омской области.

## Издание
Первое издание Красной книги Омской области выпущено в 2005 году. Красная книга Омской области является официальным изданием, предназначенным как для специалистов, так и для широкого круга читателей.
В издании представлен список редких и находящихся под угрозой исчезновения животных, растений и грибов Омской области, в который включает 292 вида живых организмов, в том числе: 128 видов животных и 164 видов растений.
Для каждого вида приведены иллюстрации, карта распространения, определены статус и категория редкости, даны краткое описание, сведения о численности и необходимых мерах охраны.